# Johann Friedrich Lobstein (Mediziner, 1736)
Johann Friedrich Lobstein (der Ältere), auch Jean Frédéric Lobstein (* 30. Mai 1736 in Lampertheim/Elsass; † 11. Oktober 1784 in Straßburg), war ein deutscher Chirurg und Anatom in Straßburg.

## Leben und Wirken
Johann Friedrichs Vater war Wundarzt, sein Bruder der Theologe Johann Michael Lobstein und sein Neffe der Pathologe Johann Friedrich Lobstein.
1760 wurde er an der Universität Straßburg mit der Dissertation De nervo spinali ad par vagum accessorio promoviert. Nach einer Reise durch Holland und Frankreich sowie der Habilitation in Straßburg wurde er 1764 Demonstrator in der Anatomie und 1768 ordentlicher Professor für Anatomie und Chirurgie an der Universität Straßburg.
Zu seinen Schülern auf dem Gebiet der Augenheilkunde gehörte dort Johann Heinrich Jung-Stilling. Zu den Hörern seiner Vorlesungen gehörte auch Jung-Stillings Freund, der bekannte Dichter Goethe, der sich bei ihm erste Kenntnisse in der Anatomie erwarb. Zu Lobsteins Patienten gehörte Johann Gottfried Herder, der sich von ihm – erfolglos – wegen eines Augenleidens operieren ließ.